# Формула Родрига
Формула Родрига представляет собой:
- В геометрии формула поворота Родрига
- Формула для получения серии выражений, повторяя дифференцирование какой-то другой функции. Типичное применение: составление серии из ортогональных многочленов. Конкретней,

{\displaystyle P_{n}(x)={\frac {1}{a_{n}\omega (x)}}\cdot {\frac {d^{n}}{dx^{n}}}\left(\omega (x)[\alpha (x)]^{n}\right)}
для функции {\displaystyle \omega }, {\displaystyle \alpha }, и постоянной {\displaystyle a_{n}}.
В частности, для задачи Штурма — Лиувилля
{\displaystyle {\frac {d}{dx}}\left(\omega (x)\alpha (x)y'\right)=\lambda \omega (x)y}
решения в виде многочленов строятся по указанной выше формуле.
Обе формулы были получены О. Родригом.